# Malvasia delle Lipari
Le malvasia delle Lipari est un vin doux à dénomination d'origine contrôlée produit dans l'île de Lipari, dans la province de Messine, en Sicile. 
Deux cépages sont autorisés :
- Malvasia di Lipari (de 92 à 95 %) ;
- Corinto nero (de 5 à 8 %).